# Iodictyum magniavicularis
Iodictyum magniavicularis är en mossdjursart som beskrevs av Amui och Kaselowsky 2006. Iodictyum magniavicularis ingår i släktet Iodictyum och familjen Phidoloporidae. Inga underarter finns listade i Catalogue of Life.